# 卡斯科 (亞利桑那州)
卡斯科（英語：Casscoe）是位於美國阿肯色州阿肯色縣的一個非建制地區。該地的面積和人口皆未知。

## 地理
卡斯科的座標為34°31′32″N 91°19′33″W / 34.52556°N 91.32583°W，而該地的平均海拔高度為60米（即200英尺）。